# شرودان
شرودان (بالفارسية: شرودان) هي قرية تقع في مقاطعة فلاورجان في إيران. يقدر عدد سكانها بـ 3,114 نسمة .